# Interlude (альбом Delain)
Interlude (с англ. — «Антракт») — музыкальный сборник  нидерландской метал-группы Delain, вышедший в 2013 году на лейбле Napalm Records.
Альбом описан в пресс-релизе как фантастическая смесь совершенно новых песен, специальных версий и миксов популярных треков группы Delain. Interlude также включает в себя специальный DVD с эксклюзивными концертными кадрами и клипами группы.

## Список композиций

### CD
1. Breathe on Me
2. Collars and Suits
3. Are You Done With Me (New Single Mix)
4. Such a Shame (Talk Talk cover)
5. Cordell (The Cranberries cover)
6. Smalltown Boy (Bronski Beat cover)
7. We Are the Others (New Ballad Version)
8. Mother Machine (Live)
9. Get the Devil Out of Me (Live)
10. Milk and Honey (Live)
11. Invidia (Live)
12. Electricity (Live)
13. Not Enough (Live)

### DVD
1. Invidia (Video Live @ Metal Female Voices Fest)
2. Electricity (Video Live @ Metal Female Voices Fest)
3. We Are the Others (Video Live @ Metal Female Voices Fest)
4. Milk and Honey (Video Live @ Metal Female Voices Fest)
5. Not Enough (Video Live @ Metal Female Voices Fest)
6. Backstage Footage
7. Get the Devil Out of Me (Video)
8. We Are the Others (Video)
9. April Rain (Video)
10. Frozen (Video)

## Участники записи
- Шарлотта Весселс — вокал
- Тимо Сомерс — гитара
- Сандер Зур — барабаны
- Отто Шиммельпеннинк — бас-гитара
- Мартейн Вестерхольт — клавишные
- Бас Маас — гитара